# 高岡矢田テレビ中継局
高岡矢田テレビ中継局（たかおかやたテレビちゅうけいきょく）は、かつて富山県高岡市に置かれていた地上アナログテレビの中継局である。

## 概要
- 当テレビ中継局は、高岡市伏木矢田の矢田墓地に置かれ、該当地区などへ電波を発射していた。

## 送信施設
| 放送局名               | テレビチャンネル | 空中線電力         | ERP                | 放送対象 地域 | 放送区域 内世帯数 | 運用開始日     |
| ---------------------- | ---------------- | ------------------ | ------------------ | ------------- | ----------------- | -------------- |
| TUT チューリップテレビ | 53ch             | 映像100mW/音声25mW | 映像160mW/音声41mW | 富山県        | 約-世帯           | 1997年9月19日  |
| BBT 富山テレビ放送     | 55ch             | 映像100mW/音声25mW | 映像160mW/音声41mW | 富山県        | 約-世帯           | 1981年12月16日 |
| KNB 北日本放送         | 57ch             | 映像100mW/音声25mW | 映像160mW/音声40mW | 富山県        | 約-世帯           |                |
| NHK 富山総合テレビ     | 59ch             | 映像100mW/音声25mW | 映像160mW/音声40mW | 富山県        | 約-世帯           |                |
| NHK 富山教育テレビ     | 61ch             | 映像100mW/音声25mW | 映像160mW/音声40mW | 全国          | 約-世帯           |                |

- 地上デジタル放送については、非該当となっているため、2011年7月24日24時の完全停波をもって当テレビ中継局は廃局となった。
- 尚、地上デジタル放送については、市内に置かれているデジタル中継局等を受信する。